# 厚叶琼楠
厚叶琼楠（学名：Beilschmiedia percoriacea）为樟科琼楠属下的一个变种。

## 扩展阅读
維基物種上的相關：厚叶琼楠